# Ingela Olsson
Ingela Maria Olsson (født 28. februar 1958 i Nybro, Småland) er en svensk skuespiller, der har medvirket i adskillige teater-, film- og tv-sammenhænge gennem sin mangeårige karriere. Hun har blandt andet haft roller i produktioner som Rederiet (1993), Beck (2001), Som i himlen (2004), Kommissær Winter (2010), Det som skjules i sneen (2018-2021) og Borgen.

## Biografi
Ingela Olsson blev oprindeligt interesseret i skuespil efter en kursus hos Arbetarnas bildningsförbund i Kalmar. Som attenårig rejste Olsson til Paris og blev inspireret af den særlige stemning på Théâtre du Soleil og andre kultursteder. Da hun kom tilbage til Sverige i 1980, var hun med til at grundlægge Teater Sargasso i Stockholm sammen med flere andre, heriblandt Rickard Günther. Gruppen arbejdede kollektivt, idet skuespillerne instruerede hinanden. Man inviterede også teaterfolk fra scener som Odinteatret i Oslo inspireret af Jerzy Grotowski. Da Sargasso lukkede, blev Olsson freelancer og spillede blandt andet på Pistolteatern, inden hun i 1989 blev genforenet med Rickard Günther ved Teater Galeasen. Hun kom mere og mere i rampelyset indenfor kulturlivet, grundet medvirken i teaterstykker som Fassbinders Affaldet, byen og døden (opført i 1995) og Solitärer (opført i 1996). Hun havde desuden gæsteroller på Stockholms stadsteater, Parkteatern, Orionteatern og i radioteatret.
I 2005 spillede hun Kirstin i Thommy Berggrens opsætning af Fröken Julie på Dramaten i selskab med Maria Bonnevie (Julie) og Mikael Persbrandt (Jean). Hun har ligeledes arbejdet tæt sammen med Sara Stridsberg på den kongelige teaterscene. I 2006 havde hun hovedrollen i Stridsbergs Valerie Solanas ska bli president i Amerika, og i 2009 instruerede Olsson hendes stykke Medealand. I efteråret 2012 spillede hun Dronning Kristina af Sverige i premieren af Stridsbergs forestilling Dissekering av ett snöfall, som er skrevet direkte til Olsson. I 2011 opførte hun Joan Didions monolog Ett år av magiskt tänkande på Galeasen. Siden 2012 har hun tilhørt Dramatens faste stab af skuespillere.
Olsson filmdebuterede i 1989 i Annika Silkebergs Ömheten. Blandt hendes tv-medvirkender, ses hun blandt andet i rollen som sygeplejerske (med DDR-baggrund) i Rederiet, læge i Järnvägshotellet (2003), sarkastisk sygeplejerske i C/O Segemyhr (2003) og hverdagsjordnær plejemor i tv-serien En ö i havet (2003). I 2008 spillede hun Selma Lagerlöfs veninde "Valborg Olander" i mini-serien Selma.
Ingela Olsson blev i 2004 nomineret til en Guldbagge i kategorien "Bedste kvindelige birolle" for sin tolkning af karakteren "Inger" i Som i himlen, og i 2018 fik hun desuden Dramatens pris O'Neill-stipendiet.

## Filmografi (udvalg)
- 2022 - Lea - Inger
- 2022 - Borgen (tv-serie) – Sofia Hellström
- 2021 - Sagan om Karl-Bertil Jonssons julafton – Laura Berntsson
- 2021 - Young Royals – Anette Lilja
- 2018-2021 - Det som skjules i sneen (tv-serie) – Ulla Ståhlnacke
- 2017-2020 - Familien Löwander (tv-serie) – Bojan
- 2017 - Solsidan – læge
- 2017 - Jordskott (tv-serie) – Moster Lena
- 2016 - Fröken Frimans krig – kvindelig hundeejer
- 2016 - Bamse og heksens datter (tv-serie) – heksen Hatiora (stemme)
- 2016 - Maria Wern (tv-serie) – Lo
- 2014 - Den fjerde mand (tv-serie) – retsmediciner RH
- 2014 - Welcome to Sweden (tv-serie) – kvinde på køreskole
- 2014 - Tommy – Marianne Löfgren
- 2013 - Kommissæren og havet – Mille Nyquist
- 2013 - Den som söker – Sofia/Maria
- 2010 - Kommissær Winter (tv-serie) – Annika Holst
- 2010 - En busslast kärlek – Maggan
- 2010 - 7X - lika barn leka bäst – Edvins mor
- 2009 - Så olika – Lotta Lövdahl
- 2008 - Selma – Valborg Olander
- 2007 - August - Emilia
- 2007 - Höök (tv-serie) – Marie Selander
- 2006 - Möbelhandlarens dotter (tv-serie) – møbelhandlerhustruen Eivor
- 2004 - Älskar, älskar och älskar – Moskis
- 2004 - Som i himlen – Inger
- 2003-2004 - C/O Segemyhr (tv-serie) – Lillemor
- 2003 - En ö i havet (tv-serie) - Alma
- 2003 - Detaljer – skuespillerinde
- 2003 - Järnvägshotellet (tv-serie) – Mona Haglund
- 2002 - Skeppsholmen (tv-serie) – Kerstin
- 2002 - Olivia Twist (tv-serie) – kvinde ved slottet
- 2002 - Heja Björn (tv-serie) – Peggy
- 2001 - Beck (tv-serie) – Martina
- 2001 - En dag i taget (tv-serie) – Karin
- 2001 - Hans och hennes – læge på fertilitetsklinikken
- 2000 - Dubbel-8 – Anders' mor
- 2000 - Skærgårdsdoktoren – Henriks mor
- 2000 - Jesus lever – Anneli Fried
- 1998 - Kvinden i det låste værelse (tv-serie) – Ingela
- 1997 - Min vän shejken i Stureby (tv-serie) – Ulfs mor
- 1997 - Emma åklagare (tv-serie) – Mia Lundgren
- 1996 - Lögn – kulturjournalist
- 1993 - Rederiet – Gisela Kunze
- 1989 - Ömheten – sygeplejersken